# Vreemd Land
Vreemd Land - Nederland gezien door de ogen van vreemden is een 36-delige serie tv-programma's die door de NPS werd uitgezonden tussen 1995 en 1997, over de Nederlandse samenleving, die steeds meer een multicultureel karakter krijgt. 

## Afleveringen

### 1995
- 68 zonen (3 jan. 1995 door René Roelofs) - over de opleiding tot imam in Turkije voor Nederland.
- Vreemde Wortels (10 jan. 1995  door Marc Lansu) - over het volkstuinencomplex "de Beverwaard" in Rotterdam waar de meeste Nederlanders vertrokken naar "siertuin met huisje" en de nieuwe volkstuinders multicultureel zijn.
- Ik dacht dat het RIAGG vol met gekken zat ( 17 jan. 1995 door Annemiek Streng) - over het RIAGG in Rotterdam, de enige instantie voor geestelijke gezondheidszorg met een afdeling voor migranten.
- Een passende woning (24 jan. 1995 door Marc Lansu) - over de Stedelijke Woningdienst in Amsterdam die 1500 grote gezinnen moet huisvesten. Er zijn slechts 200 woningen toe te wijzen, met een gemiddelde wachttijd van 7,5 jaar.
- Zwart Zaad (31 jan. 1995 door Ditteke Mensink) - over spermabanken, waar de vraag naar "zwart" zaad groot en het aanbod klein is. De Stichting Bijdorp van Jan Karbaat, probeert op voorlichtingsavonden onder etnische minderheden donoren te werven.
- Een plekje op aarde verdienen (6 feb. 1995 door Jan Kelder) - over de hulp die wordt geboden met een cursus van Binnenlandse Zaken voor migranten-vrouwen in de politiek.
- Lakens uitdelen (14 feb. 1995 door Annemiek Streng)  - over het personeelsbeleid in het Kurhaus Hotel in Scheveningen, waar 245 mensen werken, waarvan 120 van niet-Nederlandse nationaliteit.
- Het gat in de markt (21 feb. 1995 door René Roelofs) - over Nederlanders van buitenlandse afkomst, die in hun geboorteland begraven willen worden.
- Je kunt elkaar allemaal zien (28 feb. 1995 door René Roelofs) - over drie jonge regisseurs, Anna Kristina Knavelsrud uit Noorwegen, Karim Traïdia uit Algerije en Rafaël Lambourghini uit Curaçao, discussiëren tijdens een treinreis door Nederland over: "Doe maar gewoon dan doe je al gek genoeg".
- Een plek onder de zon ( 7 mrt. 1995 door René Roelofs) -impressie van een dag in het recreatiegebied "Het Twiske", zomer 1994, waar veel mensen van diverse nationaliteit, etnische minderheden, ieder met eigen activiteiten, hobby's en rituelen bezig zijn.
- Crime Culturelle (14 mrt. 1995 door Joost Verhey) - over de Marokkaanse gemeenschap die diep geschokt was over de moordaanslag op de hulpverleenster Marietje Luttikholt, door een man uit hun gemeenschap. Marietje kwam op voor de belangen van een vrouw, onderdrukt en mishandeld door haar man.
- Dubble Dutch (21 mrt. 1995 door René Roelofs) - over de Koninklijke Marechaussee, die wekelijks uitgewezen Ghanezen naar hun thuisland begeleidt. Getroffen door de slechte economische situatie in Ghana besloot opperwachtmeester Cees Schalkoort het dorp Oyarifa te adopteren.
- Heilige Huizen (15 okt. 1995 door Jahaga Bosscha) - over de handel en verkoop van kerken aan migrantengemeenschappen
- Eigenheimers (22 okt. 1995 door Ditteke Mensink) - over twee marktkooplieden: Peter Kelder verkoopt eigenheimers en Wicky  Leidsman, geboren in Suriname, verkoopt kousenband.
- Cotton Club (4 nov. 1995 door Theo Uittenbogaard)[1] - over en met de eerste negers in Nederland, die elkaar (begin jaren 1950) troffen in het roemruchte café Cottonclub op de Amsterdamse Nieuwmarkt.
- De schuld van Macamba (19 nov. 1995) - over de slechte sociaaleconomische omstandigheden van Caraïbische Nederlanders.
- Tulpen uit Moskou (3 dec. 1995 door Annemiek Streng) - over Barend Zuurmond, directeur Kunstpassage, die een aantal Russische studenten begeleidt. De Kunstpassage biedt ruimte voor alle  vormen van kunst en cultuur zoals fotografie, dans en muziek.

### 1996
- Zoetzuur (13 jan 1996 door Ditteke Mensink) - over bejaarde Chinezen in Nederland, die vanwege een garantieverklaring hun recht op uitkering lijken te verliezen.
- Karaoke en Sudderlappen (27 jan. 1996)
- Man gezocht (11 feb. 1996)
- Breien en boeten op Urk (24 feb. 1996)
- De Vloek (10 mrt. 1996 door Theo Uittenbogaard) - over Mahindra Goercharan, die verhaalt over vreemde magie, die bedreven wordt in de Surinaams Hindoestaanse gemeenschap, waar eigenlijk niet over gesproken mag worden.
- Weg hier (24 mrt. 1996)

### 1997
- Paramaribo ad Amstel (3 feb. 1997 door Theo Uittenbogaard) - over wekelijkse vogeltjeszangwedstrijden in Amsterdam Zuidoost tussen twatwa's en tussen pikolets, alsof de vogeltjes en hun eigenaren nooit Suriname verlaten hebben.
- Bint in België (10 feb. 1997 door Jahaga Bosscha) - over Nederlandse ouders, die steeds vaker, soms in wanhoop, hun kinderen naar een internaat in België sturen. Daar wordt hen immers tucht en orde bijgebracht.
- Spaghettivreters (17 feb. 1997 door Tonino Boniotti)[2] - over de Italianen, de eerste gastarbeiders in Nederland. Jarenlang waren ze van plan spoedig -en welvarend- terug te keren naar hun vaderland, maar het kwam er nooit van en echt rijk zijn ze ook niet geworden. Dat geldt ook voor Mario, Luigi en Franco. Ze hebben geen werk meer. Weinig of niets bindt hen aan Nederland. Ze zouden best terug willen, maar nu voelen ze zich nergens meer thuis.
- Het kamp (24 feb. 1997 door Remmelt Lukkien) - over transvrouw Hennie, die met de 'burger' John, op het woonwagenkamp bij Spijkenisse woont, waar ook haar moeder en broers staan. Zij is een Sinti, zij probeert het isolement waarin haar volk verkeert te doorbreken.
- Tegenpolen (03 mrt. 1997 door Miro Andrzejewski) - over Oost-Europese vrouwen die een relatie beginnen met een Nederlandse man. Vol hoop en verwachting. Peter van de Kasteele en zijn Poolse vrouw bemiddelen daarbij. "De Nederlandse man wenst een stukje natuurlijkheid", zegt hij, dat door de emancipatie hier is verdwenen". De vrouwen hebben andere wensen. En dat botst soms. Hoop verkeert dan in wanhoop, verwachting in teleurstelling.
- Halte Holland (10 mrt. 1997 door Jahaga Bosscha) - over Braien die door zijn grootmoeder van Curaçao naar Nederland werd gestuurd. Maar van doorleren, wat de bedoeling was, kwam niet veel. Hij kwam tussen het beton van de Bijlmer terecht en kon zich nauwelijks handhaven.
- Van onze correspondent (17 mrt 1997 door Walther Grootenhuis) - over Alain Franco, correspondent in Nederland van het toonaangevende Franse dagblad Le Monde. Door zijn ogen krijgt smaakmakend Frankrijk een beeld van Nederland.
- Terug naar de natuur (24 mrt. 1997 door Theo Uittenbogaard)[3] - over Nederlandse vrouwen die hun geluk zoeken in West-Afrika. Zonneschijn en natuurlijkheid; het verbonden-zijn met de aarde. Kortom, warme vriendschap en geborgenheid. En die mooie zwarte jongens daar, schenken hen dat in ruime mate. Een portret van de Haagse receptioniste Ien Holtzer (61) en haar zwarte vriendje Bacary Sonko (31) te Senegal.
- Vaarwel (31 mrt. 1997 door Ditteke Mensink) over oom Ki die erevoorzitter is van de Chinese vereniging Fa Yin in Amsterdam. Hij zorgt voor eenzame medebejaarden, hij gaat op ziekenbezoek, hij regelt hun begrafenis. Zijn eigen begrafenis heeft hij ook al tot in de puntjes verzorgd. "Ik wacht elke dag op drie dingen", zegt hij "op eten, op slapen en op -voor eeuwig- emigreren".
- De Cultuur Shock (07 apr. 1997 door Jahaga Bosscha) - over studenten aan de Gerrit Rietveld Academie in Amsterdam, waarvan 40% afkomstig uit het buitenland. "Ze zijn hier behoorlijk zelfingenomen", zegt Kim Holleman uit de Verenigde Staten. "Ze zijn hier oppervlakkig", zegt Lucia Luptakova uit Slowakije. "Ze zijn niet echt aardig", zegt Fang Yong uit China.
- Groninger Souk (14 apr. 1997 door Marc Lansu) over Le Souk, een Noord-Afrikaanse kruidenierswinkel in de Groningse Folkingestraat, waar het Arabische personeel op klompen loopt en het Nederlandse personeel meedoet met de ramadan.
- Saana (21 apr. 1997 door Gilles Frenken) over het Marokkaanse meisje Saana, die de laatste weken van het jaar 1996, een dagboek heeft bijgehouden met een videocamera. Het toont het gewone leven. Niks bijzonders. Maar voor Marokkanen is het feit dat die beelden getoond worden nogal schokkend. Want er is een slaapkamer te zien, en showdans, een huwelijksfeest, en een ruzie tussen Marokkaanse jongetjes die Saana verwijten dat ze 's avonds op straat loopt.
- Seksuele voorlichting (28 apr 1997 door Jahaga Bosscha) - over twee voormalige tiener-hoertjes uit het Braziliaanse Recife die naar Nederland zijn gekomen om geld in te zamelen voor een hulpproject aan straatkinderen in Brazilië. Ze bezoeken keurige hulpverleningsinstellingen, maar ook De Wallen, de seksshops en de Tippelzone in Amsterdam. En ze zijn onverwacht enthousiast. "Hier willen we ook wel werken", zeggen ze na afloop.